# کیم یونگ جون (خواننده)
کیم یونگ جون (کره‌ای: 김용준؛ زادهٔ ۱۲ سپتامبر ۱۹۸۴) خواننده اهل کره جنوبی است. او عضو گروه اس‌جی وانابی است.